# فو هوان
فو هوان (بالصينية: 傅欢) (12 يوليو 1993 بشانغهاي في الصين - ) هو لاعب كرة قدم صيني في مركز الدفاع. لعب مع نادي مجموعة شانغهاي الدولية للموانئ.

## وصلات خارجية
- فو هوان على موقع قاعدة بيانات كرة القدم.إي يو (الإنجليزية)
- فو هوان على موقع ناشيونال فوتبول تيمز (الإنجليزية)
- فو هوان على موقع Soccerway.com (الإنجليزية)
- فو هوان على موقع اللجنة الأولمبية الصينية (الإنجليزية)